# Tengo
«Tengo» es el primer sencillo del álbum La magia de Sandro, noveno en la cuenta personal del cantante de rock, pop y balada romántica Sandro. Es considerado uno de los mejores sencillos del cantante, y una de las mejores canciones de rock y de balada romántica de la Argentina.

## Lista de canciones
Todas las canciones escritas y compuestas por Oscar Anderlé y Sandro.
1. «Tengo» - 2:13
2. «Penumbras» - 3:32

## Personal
- Sandro - Voz
- Jorge López Ruiz - Arreglos y Dirección orquestal
- Héctor Techeiro - Producción

## Reconocimientos
Tengo es reconocido junto con otros éxitos como "Dame fuego", "Rosa, Rosa", "Quiero llenarme de ti", "Penumbras", "Porque yo te amo", "Así", "Mi amigo el Puma", "Trigal", "Una muchacha y una guitarra", como los mejores temas de Sandro. En 2002, fue considerado la 15° mejor canción del rock argentino, según la revista Rolling Stone y la cadena MTV.[cita requerida]